# Josefa Barraza
Josefa Barraza Díaz (Santiago, 7 de julio de 1994) es una periodista, personalidad de televisión y docente universitaria chilena.
En 2017 inició su carrera mediática al participar en el programa de competencia de cocina, MasterChef Chile. Posteriormente, comenzó a hacerse conocida por su trabajo como periodista de investigación en temáticas de corte político. Dicha jerarquía permitió que pudiera ascender al puesto de directora del periódico El Ciudadano, siendo la primera mujer en ese cargo.
Sus análisis e investigaciones sobre el perfil represivo de Carabinerosle han valido múltiples acosos, incluso de tipo sexual, debido a ese perfil impugnador.

## Biografía
Creció en la comuna de Puente Alto en Santiago de Chile y estudió periodismo en la Universidad Alberto Hurtado (UAH).
En 2017, mientras seguía estudiando en la UAH, compitió en el programa de cocina MasterChef Chile de Canal 13. Después de su paso por el programa, decidió centrarse en su camino como periodista de investigación.

## Trayectoria
En 2020 fue nominada al Premio Periodismo de Excelencia de la Universidad Alberto Hurtado por su trabajo llamado Soy prófugo del Sename: el testimonio de un adolescente clandestino.La investigación habla sobre la crisis del sistema estatal -el Sename- a cargo de menores y adolescentes que no pueden estar con sus familias de origen.
En 2022 lanzó su primer libro llamado Los Intramarchas: Cómo el poder se infiltró en el Estallido social, la cual es una investigación periodística de dos años que narra como miembros de Carabineros de Chile se infiltraron en convocatorias masivas en el marco del llamado Estallido Social de 2019, para realizar seguimientos y detenciones a manifestantes.

### El Ciudadano
Entre agosto de 2023 y febrero de 2024 se desempeñó como editora general del periódico El Ciudadano.Más tarde, el 8 de marzo de 2024, asumió la dirección del periódico, siendo la primera mujer en ocupar ese cargo. Renunció al cargo en diciembre de 2024 acusando razones personales; fue sucedida por el abogado de Derechos Humanos Javier Pineda.
En mayo de 2025 obtuvo el premio a Mejor Cobertura con Perspectiva de Género por su gestión en El Ciudadano en los primeros Premios Francisca Sandoval y Luis Polo Lillo, organizado por la Red Chilena de Canales Comunitarios.

### Controversias
Por sus investigaciones periodísticas sobre el actuar de Carabineros, recibió múltiples amenazas y hostigamiento en redes sociales, particularmente de índole sexual.
En mayo de 2024, el medio de comunicación Biobio filtró parte de las conversaciones privadas que sostenía con Héctor Llaitul, líder de la Coordinadora Arauco-Malleco (CAM); por esto enfrentó una ola de violencia en redes sociales, incluyendo amenazas, hostigamiento e insinuaciones sobre un romance. Barraza sostuvo que las conversaciones eran parte de una investigación periodística y criticó al medio y a los periodistas por su falta de ética.
Como consecuencia, Barraza recibió una injuria con publicidad por parte del abogado y panelista Francisco Orrego en el programa Sin Filtros, quien la llamó "mentirosa" y "octubrista" y aseguró que ésta mantenía una relación amorosa con Llaitul. Barraza se querelló contra el abogado resultando favorecida por la justicia. Eso obligó a que Orrego tuviese que retractarse públicamente por sus dichos, tanto en el tribunal como en el programa de televisión donde emitió los dichos.

## Obras
- Los Intramarchas: Cómo el poder se infiltró en el Estallido Social (2022). Santiago, LOM Ediciones.
- ¿Quién quemó el Metro? Las revelaciones de una investigación periodística y forense. (2023) Santiago, LOM Ediciones.